# Юр, Иан
Джон Фрэнкум Юр (англ. John Francombe Ure; родился 7 декабря 1939, Эр), более известный как И́ан Юр (англ. Ian Ure) — шотландский футболист и футбольный тренер.

## Клубная карьера
Уроженец Эра, Юр начал карьеру в качестве центрального защитника в клубе «Эр Альбион». В 1958 году стал игроком «Данди», где провёл пять сезонов. В сезоне 1961/62 помог шотландскому клубу выиграть чемпионат Шотландии. В сезоне 1962/63 «Данди» добрался до полуфинала Кубка европейских чемпионов, где уступил «Милану».
В 1963 году был продан в лондонский «Арсенал» за 62 500 фунтов. Сразу же стал игроком стартового состава, в сезоне 1963/64 пропустил только одну игру. Однако затем из-за травм (операции на коленях, перелом челюсти) и плохой игровой формы стал реже попадать в основной состав. После назначения главным тренером «Арсенала» Берти Ми в сезоне 1966/67 Юр сыграл за «канониров» 44 матча. 7 октября 1967 года в матче против «Манчестер Юнайтед» он и Денис Лоу были удалены с поля за неоднократные жёсткие стычки в центре поля; впоследствии оба получили по шесть недель дисквалификации. В 1969 году после его ошибки в финале Кубка Футбольной лиги против «Суиндон Таун» Роджер Смарт открыл счёт; в итоге «Суиндон» выиграл матч в дополнительное время со счётом 3:1. Юр сыграл в двух финалах Кубка Футбольной лиги (в 1968 и 1969 годах), но проиграл в обеих. Проиграв конкуренцию за место в основе Фрэнку Маклинтоку и Терри Нилу, покинул клуб в 1969 году. В общей сложности провёл за «канониров» 202 матча.
В августе 1969 года перешёл в «Манчестер Юнайтед», искавшего замену Биллу Фоулксу, за 80 тысяч фунтов. Стал главным приобретением нового главного тренера «Юнайтед» Уилфа Макгиннесса. По признанию самого игрока, и «Арсенал», и он сам «хранили в секрете» информацию о проблемах Юра с коленями. Медицинское обследование в «Юнайтед» прошло так: Юру предложили согнуть ногу в колене, он это сделал, после чего его признали пригодным. Сам Юр признаётся, что к тому времени он уже не мог выступать на высоком уровне.
Дебютировал за «Юнайтед» 23 августа 1969 года в матче против «Вулверхэмптон Уондерерс». В сезоне 1969/70 провёл за «Юнайтед» 48 матчей и забил 1 мяч (в ворота «Ливерпуля» на «Энфилде» 13 декабря 1969 года). Однако в следующем сезоне стал реже попадать в основной состав из-за травм. В сезоне 1971/72 не провёл ни одного матча, и в августе 1972 года покинул команду. Всего он провёл за «Манчестер Юнайтед» 65 матчей.
В сезоне 1972/73 выступал за шотландский клуб «Сент-Миррен», где и завершил игровую карьеру.

## Карьера в сборной
8 ноября 1961 года дебютировал в составе национальной сборной Шотландии в матче против сборной Уэльса; шотландцы выиграли ту встречу со счётом 2:0. Свой последний, 11-й, матч за сборную провёл 21 октября 1967 года: это была игра против сборной Северной Ирландии.

## Тренерская карьера
После завершения карьеры игрока работал тренером. В 1974 году сменил на посту главного тренера шотландского клуба «Ист Стерлингшир» Алекса Фергюсона. В 1975 году покинул клуб и завершил футбольную карьеру.

## После завершения карьеры
В дальнейшем занимался социальной работой в Килмарноке.

## Достижения
Данди
- Чемпион Шотландии: 1961/62